# Jacopo Saltarelli
Jacopo d’Andrea Saltarelli (1459) è stato un apprendista orafo e prostituto italiano, a volte descritto nella letteratura moderna come modello di un artista, di cui non si sa nulla se non nei dettagli di atti processuali per diverse accuse di prostituzione, in una delle quali Leonardo da Vinci figura tra gli imputati..

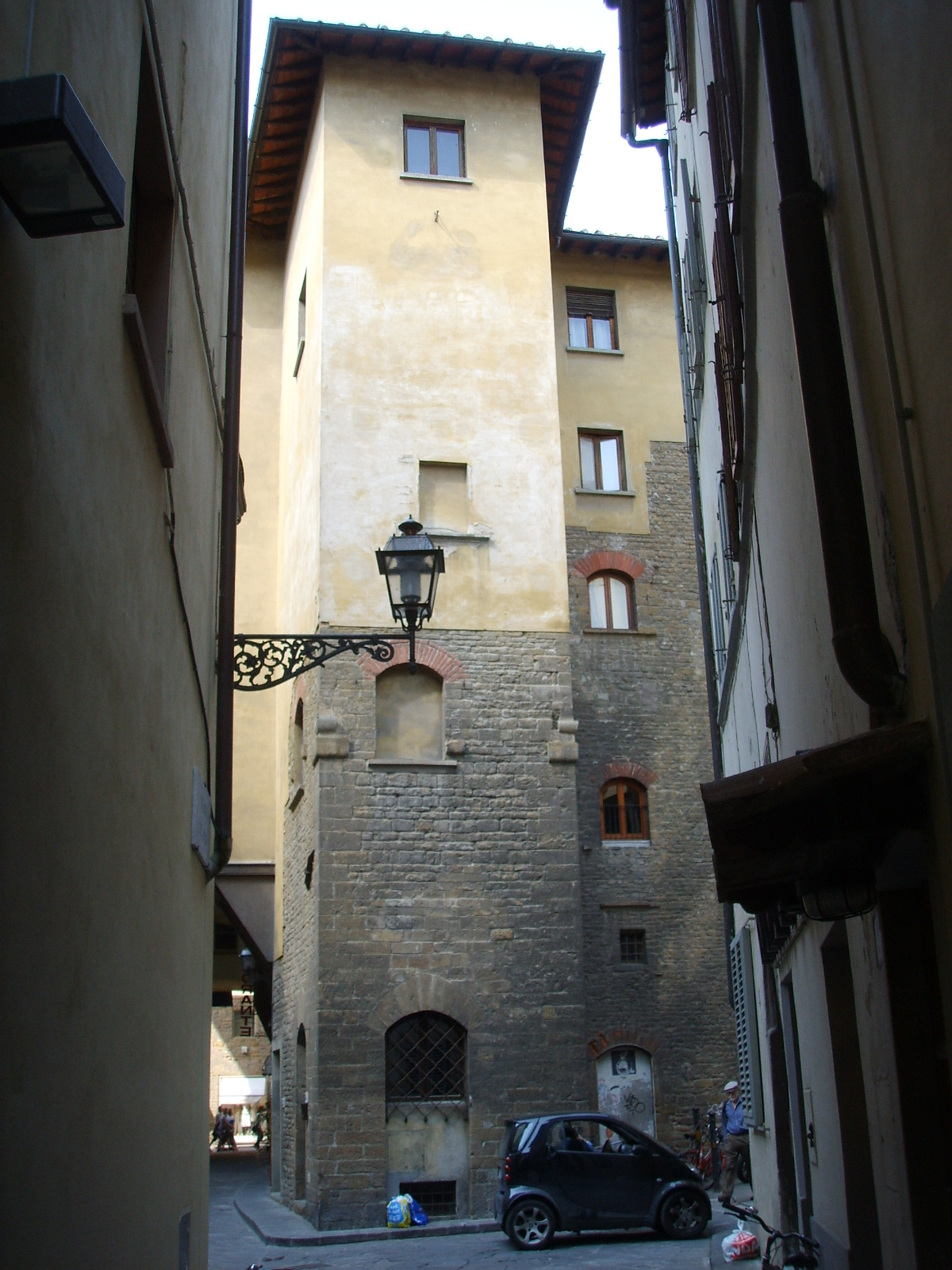
La dimora-torre dei Salterelli a Firenze

Il 9 aprile del 1476 una denuncia anonima è stata presentata nel tamburo (cassetta postale) nel Palazzo della Signoria (municipio), accusandolo di essere "parte di molti affari miserabili e consensi per compiacere le persone che richiedono una tale malvagità da lui". La denuncia accusò quattro persone di sodomia con Saltarelli: Baccino, un sarto; Leonardo da Vinci; Bartolomeo di Pasquino e Leonardo Tornabuoni, un membro dell'aristocratica famiglia Tornabuoni. Il nome di Saltarelli era già noto alle autorità perché un altro uomo era già stato condannato per sodomia in un rapporto con lui all'inizio dello stesso anno. Le accuse contro i cinque furono respinte a condizione che nessun ulteriore accusa a carico dei protagonisti apparisse di nuovo con gli stessi capi di imputazione. Saltarelli fu di nuovo denunciato il 7 giugno, ma le stesse accuse furono ancora una volta respinte.